# Carlo de Wijs
Carlo de Wijs (Breda, 6 juni 1962) is een Nederlandse hammondorganist en componist. 
De Wijs studeerde aan het Rotterdams Conservatorium, waar hij later ook les is gaan geven en het hoofd van de afdeling voor zowel Pop- als Jazzmuziek is geweest. Hij heeft getourd met internationale muzikanten als Steve Lukather, Gary Brooker en Rhoda Scott. Ook trad hij op met Candy Dulfer, Benjamin Herman, Lucas van Merwijk en het Metropole Orkest.